# Antonín Kybal
Antonín Kybal, křtěný Antonín Rudolf (25. března 1901 Nové Město nad Metují – 15. listopadu 1971 Praha) byl český textilní výtvarník, pedagog a zakladatel české školy tapisérie. Spolupracoval se svou manželkou Ludmilou Tolmanovou. Během roku 1928 začal vyrábět ve svých dílnách bytový textil (koberce vázané i tkané), potahové textilie, závěsy, ubrusy a gobelíny. Mezi lety 1945 až1970 se věnoval pedagogické činnosti jako profesor textilního umění na Vysoké škole uměleckoprůmyslové v Praze.
Vystavoval na bruselské Světové výstavě 1958. Jednu z prací představovala tapisérie – mapa Československa se známými památkami (Československé hrady, zámky, městské a přírodní rezervace). Na Světové výstavě 1967 v Montrealu prezentoval výstavu Inspirace. Instalace tvořená z textilních vláken, představovala tradiční československá řemesla. Během celého života se podílel na řadě autorských i kolektivních výstav. Vystavoval nejen v Československu, ale také v řadě evropských zemí.
Celoživotní uměleckou tvorbu spojil nejen s pedagogickou, ale i publikační činností. Ve svých odborných textech se věnoval textilnímu umění, technologickým postupům a organizačním otázkám textilního výtvarnictví. Stal se zakladatelem vlastní „textilní školy“ a jako pedagog vychoval novou generaci textilních výtvarníků, patřila k nim například Zorka Ságlová, Marie Maťhová, Bohdan Mrázek, Milča Eremiášová, Ludmila Kaprasová a další.

## Životopis
Antonín Kybal se narodil v Novém Městě nad Metují v rodině továrníka Františka Oldřicha Kybala a jeho ženy Marie rodem Vlčkové z téhož města.. Dětství prožil jako syn spolumajitele novoměstské mechanické tkalcovny. V roce 1912 se rodina přestěhovala do Prahy. Posléze studoval na vinohradském reálném gymnáziu, které ukončil maturitní zkouškou v roce 1918. Od mládí rád kreslil, a chtěl studovat malířství. Ale na přání rodičů začal studovat na „technice“. Po roce přestoupil na Uměleckoprůmyslovou školu. Zpočátku studoval u Josefa Mařatky. Další rok přešel do třídy Arnošta Hofbauera, kde se věnoval malbě a figurálnímu kreslení. Rodiče jej přinutili vystudovat ještě na Karlově Univerzitě pedagogický obor (kreslení a matematiku). V učitelském povolání viděli zajištěnou budoucnost. Věnoval se i přednáškám z filozofie, dějin umění a estetiky. Absolvoval v roce 1925. Ve škole se seznámil se svou budoucí manželkou a nejbližší spolupracovnicí, Ludmilou Kybalovou.
Po ukončení studia učil na gymnáziu na Slovensku, poté v Plzni. Učitelského povolání se vzdal, když byl přeložen na Podkarpatskou Rus. Na Slovensku cestoval a maloval krajinu a venkovský lid. Rozhodnutí věnovat se výtvarné činnosti snad ovlivnilo lidové umění a vzpomínky z dětství na prostředí textilní továrny. S rodinou často pobýval na letním bytě v Novém Městě nad Metují. Zde se setkával s přáteli jako byl básník Vítězslav Nezval, malíř Bedřich Vaníček nebo sochař Josef Kaplický. Mezi lety 1925–1926 zde vytvořil i řadu kreseb, akvarelů, kvašů a temper. Krajině svého rodiště zůstal věrný i v padesátých letech 20. století.
Během roku 1928 si vybudoval ateliér a dílny na v Praze. V třicátých letech experimentoval s návrhy pro hromadnou výrobu užitkových textilií. Od roku 1929 spolupracoval s uměleckým sdružením Artěl a s Krásnou jizbou, ve které byl zpočátku vedoucím textilního oddělení a od roku 1939 působil jako výtvarný vedoucí. Během druhé světové války pražskou dílnu zrušil a přestěhoval se do Ptáčova, kde si postavil chatu. Zde se věnoval kresbě lidí, krajiny, zvířat. Během války vytvořil řadu návrhů a studií koberců.
Od roku 1945 působil jako pedagog a od roku 1947 byl profesorem na Vysoké škole uměleckoprůmyslové v Praze. Byl zde zaměstnán do roku 1970. Vedle učitelské činnosti se věnoval i umělecké tvorbě. V tomto období dominovaly ručně vázané i strojově tkané koberce, které navrhoval pro průmyslovou výrobu. Nelze opominout ani jeho soustavnou práci věnovanou základním inovativním i technologickým otázkám textilního výtvarnictví.
S manželkou vychovali dvě děti, syna Jana Kybala (* 1927), který se věnoval botanice a biochemii a dceru Ludmilu Kybalovou Hartmannovou.

## Dílo
Uměleckou kariéru začal jako malíř krajiny, ale záhy začal pracovat na návrzích textilií, koberců a tapiserií. V roce 1926 navrhl první gobelíny (Dívka v závoji, Rybičky), které utkala jeho žena Ludmila. Ve svém pražském ateliéru se věnoval ručně tkaným bytovým textiliím, potahovým i závěsovým látkám, ale i ručně vázaným a tkaným kobercům. Do roku 1934 zde postupně vznikly tapiserie jako Hlava (50 × 55 cm) a (50 × 70 cm), Kytice (140 × 180 cm) a (115 × 185 cm), Bez názvu (150 × 220 cm). Období třicátých letech 20. století se stalo zásadní etapou jeho tvorby. Vycházel z textury a struktury textilních materiálů a z techniky tkaní. Patřil k výtvarným umělcům, kteří inovovali oblast textilního užitého umění. Rozlišoval návrhy pro průmyslovou a pro rukodělnou tvorbu na rozdíl od umělců Bauhausu. V roce 1929 vytvořil první série buklé koberců. Mezi lety 1932–1947 vytvořil série návrhů pro ruční tisk z dřevěných forem. Jeho spojení s Krásnou jizbou přineslo „moderní“ bytový textil a koberce do domácností, ale také na stránky magazínů a k interiérovým architektům.
Ve své dílně vyráběl textilie se vzory z lineárních obrazců, které byly v souladu s dobovým funkcionalismem. Spolupracoval s řadou architektů jako byli Josef Gočár, Ladislav Žák, Vladimír Grégr nebo Karel Caivas. Jeho práce se staly součástí interiérů (například Sochora vila nebo Hajnova vila) nebo reprezentativních prostor jako zakázky pro Pražský hrad nebo ženevskou budovu Společnosti národů atd.
Během války vytvořil řadu návrhů na koberce i vzory na textilie pro průmyslovou výrobu. Řada obrazů z prostředí rodného kraje (1951–1954) uzavírala jeho období studia přírody a lidské činnosti. Návrhy na tapiserie místo malovaných předloh nabývaly nový osobitý výraz, vytvářený autorským tkaním jeho ženy. Počátek trvalé spolupráce s manželkou Ludmilou, která se začala podílet na tvorbě tapiserií také autorsky je datován rokem 1952 a vytvořením tapiserie Kilim (150 × 250 cm, Uměleckoprůmyslové muzeum v Praze). Určující význam pro následující tvorbu měla tapiserie Černá hodinka v ateliéru (210 × 310 cm, Uměleckoprůmyslové muzeum v Praze) z roku1955. Ženská postava se poprvé stala dominantou jehokompozice. Mezi další díla z této tvůrčí řady lze zařadit práce Smrt a dívka (1956, 210 × 310 cm), Rašení (1960, 75 × 250 cm, Moravská galerie v Brně), Dívka s orlem a holubicí (1960, 210 × 310 cm), Zápisník zmizelého (1961, 220 × 280 cm) a Tanečnice v zahradě (1962, 220 × 465 cm). Některé z již hotových definitivních návrhů nebyly vyrobeny.
Během pedagogického působení umělce v tomto období vznikly dvě tapiserie Československé hrady, zámky, městské a přírodní rezervace (1957, 1000 × 300 cm) a Přírodní bohatství Československé republiky (1966, 1000 × 300ácm) spoluprací jeho studentů ve školním ateliéru. Během let 1964–1968 vytvořil celkem osm prací. Konkrétní lidskou postavu nahradila abstraktní témata. Jako příklad lze uvést práce Naděje (1964), Kámen a mrak (1964), Relikviář (1966), Poslední rašení (1966).
Mezi lety 1965–1969 experimentoval s technikou Art protis. I zde používal netradiční postupy jako rouno, pytlovinu a další druhy tkanin. V posledním období mezi lety 1969–1971 vytvořil řadu většinou abstraktních kreseb a obrazů. Mezi poslední realizované gobelíny patří práce: Bez názvu (1970), Puklá zeď (1971), Flos textilus (1971).

### Publikace
- 1958 – Kapitoly o textilním umění, Nakladatelství československých výtvarných umělců, Praha
- 1973 – O textilním výtvarném projevu, Státní pedagogické nakladatelství

### Výstavy autorské
- 1935 Moderní bytová textilie, Alšova síň Umělecké besedy, Praha
- 1949 Koberce, Výstavní síň Ústředí lidové umělecké výroby, Praha
- 1955 Studie krajin z let 1951–19 55, Alšova síň Umělecké besedy, Praha
- 1963 Tapiserie, Západomoravské muzeum, Třebíč
- 1963 Tapiserie, Moravská galerie v Brně, Brno
- 1969 Tapiserie, Oblastní muzeum v Písku, Písek
- 1970 Tapiserie, art protis, obrazy, kresby, Západočeská galerie v Plzni, Plzeň
- 1971 Vlastní tvorba a pedagogická činnost, Muzeum tapiserie, Jindřichův Hradec
- 1974 Práce z let 1925–1971, Mánes, Praha
- 1974 Práce z let 1925–1971, Moravská galerie v Brně, Brno
- 1981 Epilog – Práce z let 1966 –1971, Galerie U Řečických, Praha
- 1997 Koberce Antonína Kybala, Výstavní síň Vysoké školy uměleckoprůmyslové, Praha
- 2001 Antonín Kybal (1901–1971): Obrazy, kresby, návrhy textilií, Galerie U bílého zajíce, Praha
- 2001 Antonín Kybal: Výběr z malířské a textilní tvorby, Textilní muzeum TIBA, Česká Skalice
- 2006 Antonín Kybal, Galerie N, Jablonec nad Nisou
- 2011 Antonín Kybal, Severočeská galerie výtvarného umění v Litoměřicích, Litoměřice

### Odkaz
V roce 1945 založil na Uměleckoprůmyslové škole ateliér textilního výtvarnictví na katedře textilního umění. Do té doby se textilní výtvarnictví na vysoké škole v Československu nevyučovalo. Vedle celoživotní umělecké tvorby a pedagogické činnosti, publikoval své odborné texty v časopisech Žijeme (1931), Panorama (1935), Architektura (1942) nebo Výtvarná výchova. Věnoval se textilnímu umění, technologickým postupům a organizačním otázkám textilního výtvarnictví. Ve svých studiích se zabýval mimo jiné uměleckou tradici, výrazovými prostředky textilního umění, podstatou a funkcí ornamentu. Jeho názory byly vždy podloženy praktickými zkušenostmi a často přesahovaly rámec textilní tvorby. Zabýval se také hlubší souvislostí textilní tvorby s ostatními obory umění, především s architekturou.